# Bürgermeister Pauli
Die Bürgermeister Pauli war ein Fischdampfer, der im Ersten Weltkrieg als Vorpostenboot der Kaiserlichen Marine diente. Das Schiff strandete am 8. Januar 1918 zusammen mit vier anderen Booten auf Borkumriff, wobei 14 Besatzungsmitglieder der Bürgermeister Pauli ums Leben kamen.

## Geschichte

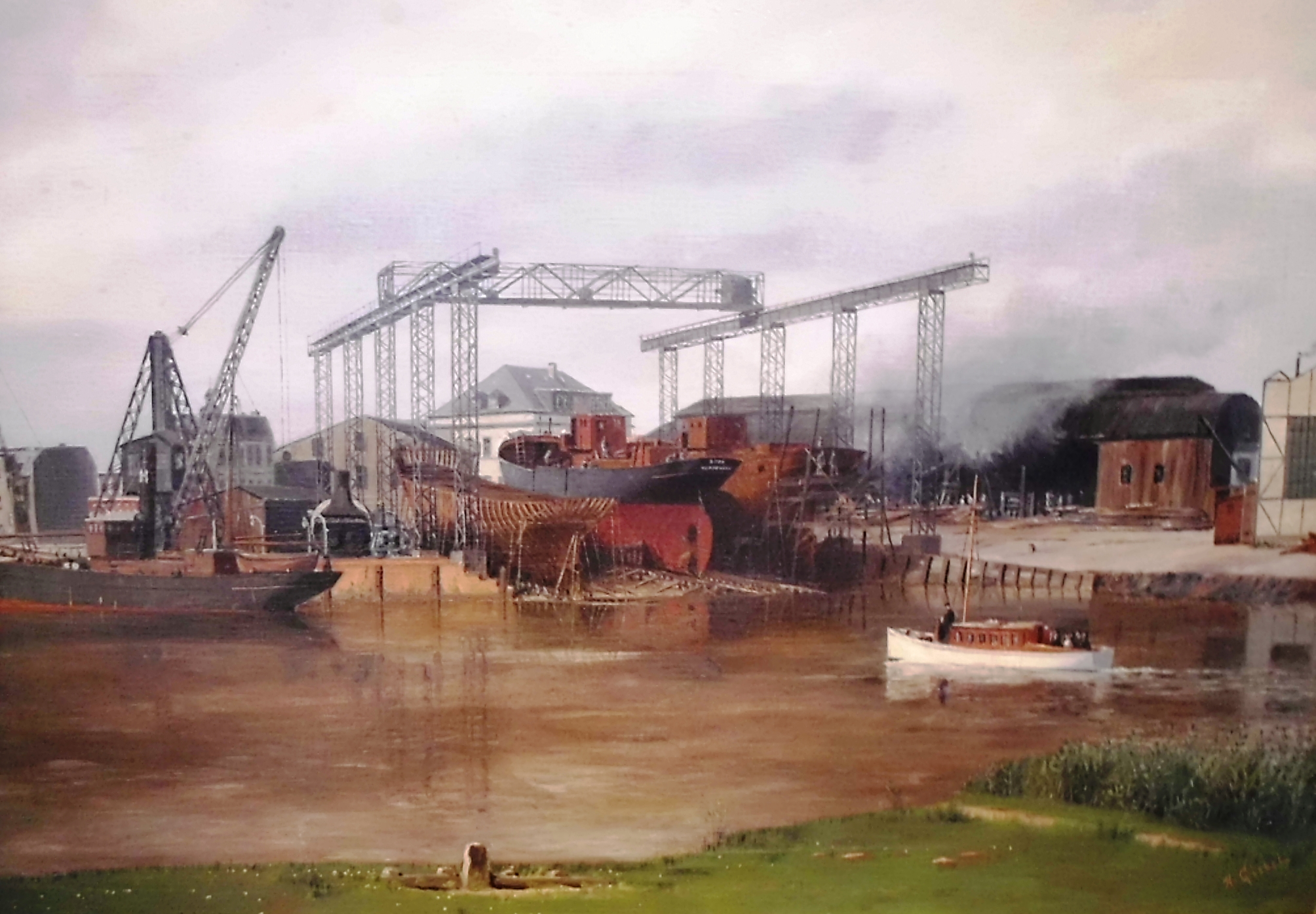
Schiffbaugesellschaft Unterweser 1914

Die Bürgermeister Pauli gehörte zu dem so genannten Blücher-Typ, von dem auf der Unterweser-Werft zwischen 1913 und 1920 48 Fahrzeuge gebaut wurden. Ein Schwesterschiff war die Admiral von Knorr. Da die Baunummer nicht bekannt ist, ist unklar ist, ob das Boot von vornherein als Vorpostenboot gebaut oder erst später vom Fischdampfer zum VP-Boot konvertiert wurde. Sicher ist lediglich, dass die Baunummern 144 bis 147, 153 und 154 für Vorpostenboote verwandt wurden, die Nummern 127, 148, 152, 156 und 157 für Hilfsminensuchboote.
Nach Gröner wurde das Boot am 12. Dezember 1916 der Vorpostenflottille der Ems zugeteilt. Ebenfalls nach Gröner soll die Bürgermeister Pauli bereits rund zehn Tage später, am 23. Dezember 1916, auf dem Hohen Riff (Borkumriff) gestrandet, aber wieder geborgen worden sein.
Am 5. Januar 1918, 22.30 Uhr, liefen fünf Boote der Vorpostenflottille, Lister Tief, Senator Schäfer, Bürgermeister Pauli, Ella Ober und Johs. Thoede, unter Führung von Leutnant zur See der Reserve Stein von Borkumreede aus, um das heimkehrende U-Boot UC 58 aufzunehmen. Zu diesem Zeitpunkt herrschte bereits starker Westwind und durch Regen bedingt schlechte Sicht. Am 6. Januar gegen 9.00 Uhr wurde UC 58 aufgenommen und mit ausgebrachtem Minensuchgerät begleitet. Vor Norderney wurde das U-Boot an das Vorpostenboot Roon übergeben und die fünf Boote der Ems-Flottille traten den Rückweg an.
Da kriegsbedingt weder Bojen, Leuchtfeuer noch Lotsen vorhanden waren, strandeten alle fünf Boote am 7. Januar gegen 1.00 Uhr aufgrund schweren Wetters und schlechter Sicht auf Borkumriff (Tonne W 6). Während die Ella Ober und die Johs. Thode nach kurzer Zeit wieder frei kamen, blieben die drei anderen Boote vorerst auf dem Riff. Gegen 5.00 Uhr morgens hatte sich das Wetter soweit beruhigt, dass ein Verlassen der Boote möglich war, als per Funktelegrafie ein Gegenbefehl eintraf, diese nicht zu verlassen, da der Versuch unternommen werden sollte, sie abzuschleppen.
Doch das wieder zunehmend schlechte Wetter machte Abschleppversuche unmöglich. Mehrere Versuche, mit dem noch rudergetriebenen Borkumer Rettungsboot Otto Hass der Deutschen Gesellschaft zur Rettung Schiffbrüchiger unter der Führung von Vormann Herman Akkerman an Bürgermeister Pauli heranzukommen, scheiterten. Die Borkumer Mannschaft weigerte sich schließlich, weitere Versuche zu unternehmen, da sie das Unternehmen für unmöglich hielt. Daraufhin übernahmen Marinemannschaften das Boot, die jedoch ebenfalls scheiterten.
Schließlich kam die Senator Schäfer ebenfalls frei und konnte abgeschleppt werden. Die Lister Tief kam kurzfristig frei, strandete aber kurz darauf erneut. Daher wurde von deutscher Seite die niederländische Rettungsstation Rottum auf Rottumeroog um Hilfe gebeten. Die niederländische Regierung sagte Hilfe zu und entsandte das erst 1917 in Dienst gestellte Motorrettungsboot C. N. de Tex unter Führung des Inselvogts Hendrik Toxopeus. Den Niederländern gelang es, von Bürgermeister Pauli noch einen Mann abzubergen. Zum Dank wurde ihnen auf Borkum Suppe und Kognak spendiert.
Nach Gröner wurde das Wrack der Lister Tief später vor Ort abgebrochen. Ein derartiger Vorgang ist von der Bürgermeister Pauli nicht überliefert, so dass davon ausgegangen werden muss, dass sich ihr Wrack noch in der Nähe des Strandungsortes (Position 53° 36’ N/06° 28’ O) befindet, wenn auch möglicherweise völlig versandet.

## Abbildung
Eine Risszeichnung des Blücher-Typs von Franz Mrva ist bei Gröner, S. 232, abgebildet.